# がん漬
がん漬（蟹漬、がんづけ）は、干潟に生息する小型のカニを利用した塩辛の一種である。有明海沿岸で作られる郷土料理で、地域によってがね漬、がに漬、真がに漬などとも呼ばれる。

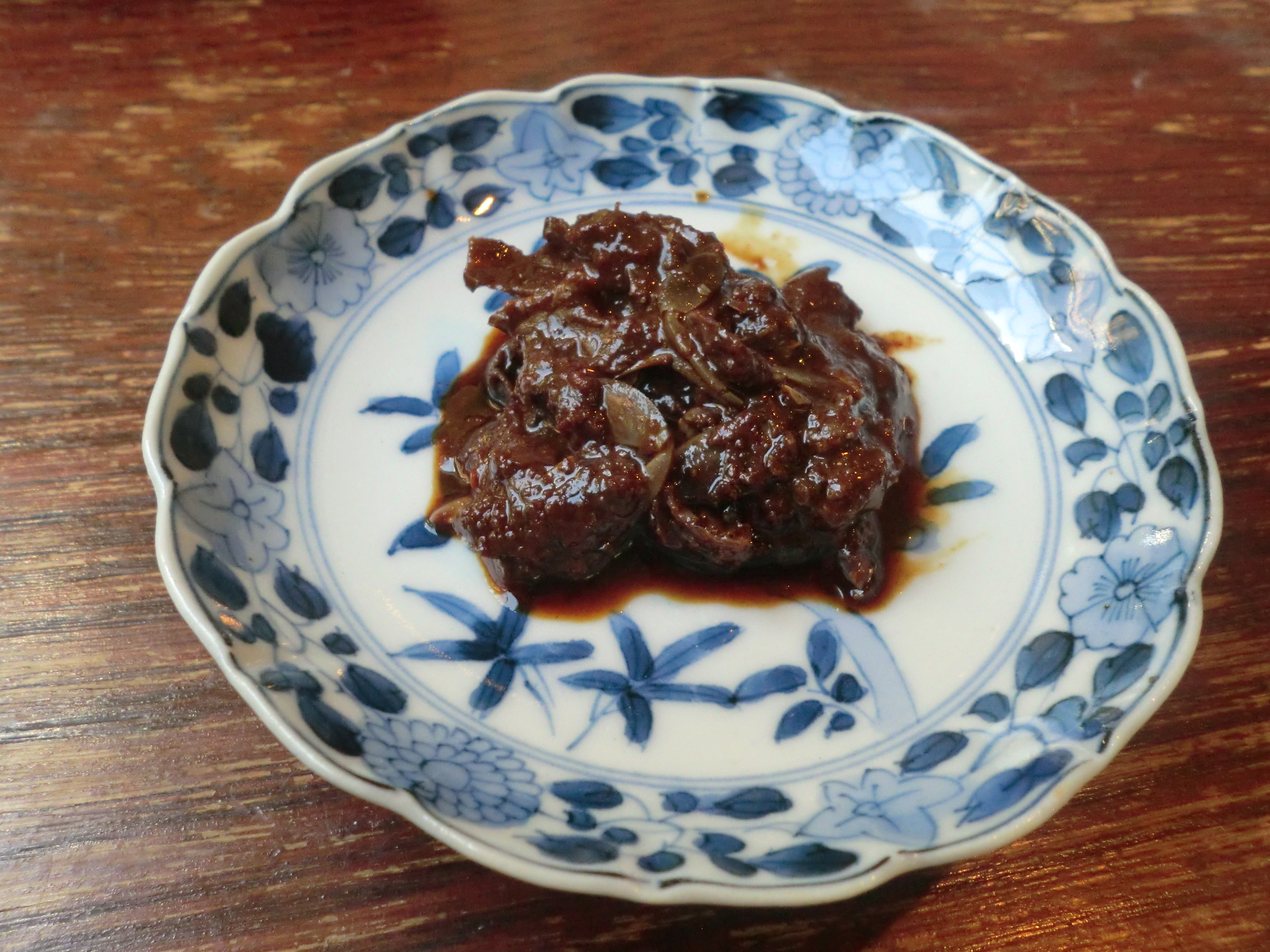
がん漬け

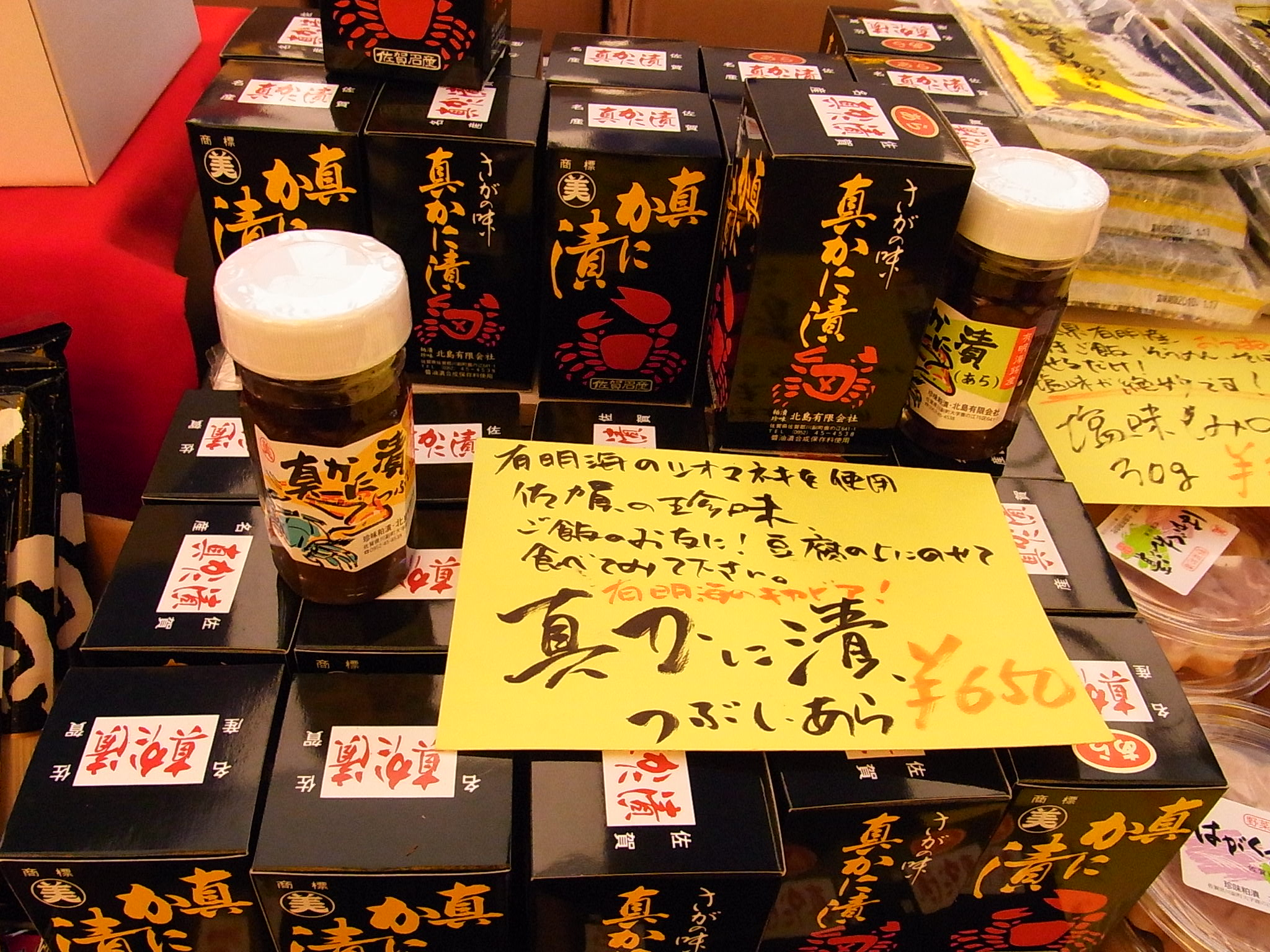
真がに漬け（2009年10月30日撮影）

## 作り方
干潟で活動するシオマネキ、ヤマトオサガニ、アリアケガニなどのカニを漁獲して殻ごと砕き、調味料と唐辛子を加えて発酵させる。味は地域や製造元によって異なる。殻の砕き方は、歩脚がそのまま残る程度に粗く砕いたものと、数mm程度の破片になるまで細かく砕いたものの二つに分けられる。完成品は濃い緑褐色をしている。多くは瓶詰めで販売されており、有明海沿岸域の食料品店や土産物店で入手できる。

## 食べ方
飯の供や酒の肴として食べられるが、独特の風味と殻の感触があり、地域外の人は抵抗を感じることもある。